# Brocourt-en-Argonne
Brocourt-en-Argonne är en kommun i departementet Meuse i regionen Grand Est (tidigare regionen Lorraine) i nordöstra Frankrike. Kommunen ligger i kantonen Clermont-en-Argonne som tillhör arrondissementet Verdun. År 2022 hade Brocourt-en-Argonne 46 invånare.

## Befolkningsutveckling
Antalet invånare i kommunen Brocourt-en-Argonne
| Referens: INSEE |